# Zhang Juzheng

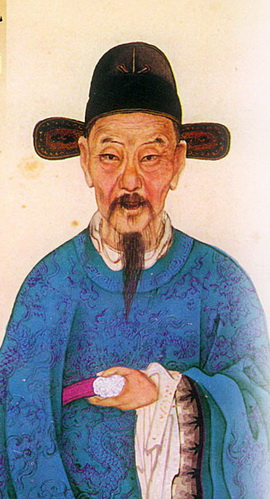
Zhang Juzheng

Zhang Juzheng (chinesisch 張居正 / 张居正, Pinyin Zhāng Jūzhèng, W.-G. Chang Chü-cheng; * 1525 in Jiangling, Provinz Hubei, China; † 1582 in Peking) war ein chinesischer Staatsmann und Oberster Großsekretär unter den Kaisern Longqing und Wanli während der Ming-Dynastie.
Zhang Juzheng wurde unter Kaiser Longqing in das kaiserliche Großsekretariat berufen und erlangte schnell dessen Gunst. Im Amt des Obersten Großsekretärs führte er die Ming-Regierung und riet dem Kaiser, eine liberale Reformpolitik zu begünstigen. Er setzte sich für die Beschneidung der Machtbefugnisse der Provinzbeamten sowie für die Stärkung des  Zentralstaats, die Eindämmung von Sonderprivilegien und die Abschaffung der Steuerbefreiung für hohe Beamte ein.
Nach dem frühen Tod des Longqing-Kaisers wurde Zhang zum Mentor des kindlichen Kaisers Wanli, auf den er einen enormen Einfluss ausübte. Auf Drängen der Kaiserinwitwe übernahm er nun uneingeschränkt die Macht im Reich und wurde de facto Regent von China, solange der Kaiser noch ein unmündiges Kind war. Seine Politik gilt als musterhaft, so dass er die politische Grundlage für den ökonomischen und kulturellen Erfolg im China der Wanli-Ära legte, dessen Epoche als Höhepunkt der späten Ming-Zeit gilt. Nach Zhangs Tod im Jahr 1582 wurden viele seiner Reformen vernachlässigt, was letztlich in die Staatskrise des frühen 17. Jahrhunderts und die Schwächung der Ming-Regierung führen sollte. Wanli entkleidete den machtbewussten Zhang Juzheng postum all seiner Ämter und regierte nach seinem Tode als despotischer Alleinherrscher.